# Carlos Anderson
Carlos Antonio Anderson Ramírez (Lima, 13 de junio de 1960) es un economista, banquero y político peruano. Es congresista de la república para el periodo parlamentario 2021-2026 y precandidato presidencial en Perú para el año 2026 con el partido Perú Moderno.

## Biografía
Carlos Antonio Anderson Ramírez nació el 13 de junio de 1960 en Lima, Perú. Es economista, banquero y político peruano.
Inició su formación académica en la Universidad del Pacífico, donde cursó estudios de pregrado en Economía. Posteriormente, continuó sus estudios en la Universidad de Londres, obteniendo el grado de máster en Economía en 1991. Además, realizó estudios de doctorado en Historia Económica en la London School of Economics entre 1992 y 1995, y cuenta con un diploma expedido por la Harvard University en 1995.
Actualmente también es columnista del Diario Gestión y del Diario Expreso.

## Trayectoria profesional
En sus inicios, trabajó como periodista especializado en temas económicos para la BBC de Londres y para The Economist Intelligence Unit.
En el sector financiero internacional, ocupó cargos como Banquero de Inversión. Fue Economista Jefe para América Latina en el banco SBC Warburg (UBS) en Nueva York. Posteriormente, se desempeñó como Senior Vice President en el área de Fusiones y Adquisiciones de Lehman Brothers, basado en Londres. Asimismo, ocupó el cargo de Managing Director en el banco holandés ABN AMRO, supervisando operaciones estratégicas en diversos mercados internacionales.
En el año 2018 fundó un think tank especializado en métodos prospectivos denominado "Instituto del Futuro (IDF)".

### Presidente de CEPLAN (2013-2015)
El 16 de marzo de 2013, Carlos Anderson fue designado Presidente del Consejo Directivo del Centro Nacional de Planeamiento Estratégico (CEPLAN), en representación del Presidente de la República del Perú Ollanta Humala.
Durante su presidencia, se promovieron metodologías prospectivas para la planificación a largo plazo, en línea con los Objetivos de Desarrollo Sostenible (ODS) de las Naciones Unidas. El organismo impulsó espacios de diálogo entre los sectores público, privado y académico, con el fin de articular políticas públicas basadas en evidencia.  Además, se trabajó en la modernización de los sistemas de información institucionales, con el objetivo de fortalecer la capacidad técnica y la transparencia en la gestión del planeamiento estratégico nacional.
La 26 Fiscalía Penal de Lima le inicio una investigación por ejercer el cargo sin cumplir los requisitos mínimos, ya que no poseía el grado de Bachiller, ni licenciado, necesario para el ejercicio de esa función. Fuentes del ejecutivo afirmaron que Anderson adjunto que era Ph D. por una universidad inglesa, para acceder al puesto. Anderson era anunciado como doctor por la Universidad del Pacífico, en la lista de sus profesores y en diversos diarios, pero posteriormente retiraron los anuncios de su título de Doctor. Varios congresistas de la época se mostraron a favor de que Anderson sea investigado por la comisión de fiscalización por falsedad genérica.
Durante su periodo a cargo de Ceplan fue acusado ante la contraloría por diversas irregularidades, como que personal cercano a Anderson comenzaron a ganar sospechosamente concursos con significativos aumentos de sueldo o la contratación de sus amigos por altas sumas de dinero.
Ante su nombramiento, el Séptimo Juzgado Penal de Lima absolvió a Anderson y archivó la denuncia en su contra, interpuesta por Alejandro Santa María, por presunto ejercicio ilegal de la profesión. Las resoluciones judiciales concluyeron que no existían elementos para proseguir con el caso.
Renunció al puesto en mayo de 2015, siendo oficializada su salida el 1 de mayo. Fue reemplazado interinamente por Víctor Vargas, director nacional de Seguimiento y Evaluación del CEPLAN.

## Carrera política
Anderson inició su carrera política en las elecciones generales del 2006, cuando fue candidato al Congreso de la República por la el partido Con Fuerza Perú. Sin embargo, no resultó elegido. Intentó nuevamente en las elecciones parlamentarias del 2020, por Perú Patria Segura, pero tampoco resultó elegido.

### Congresista de la República (2021 - 2026)
Incursionó en la política nacional en 2021, cuando fue elegido congresista de la República del Perú para el período 2021-2026. Se presentó como parte de la lista de candidatos de Podemos Perú, representando a Lima.
Durante su ejercicio como congresista, Carlos Anderson presentó varias iniciativas legislativas, como el PL N° 7065, que establece un régimen de elaboración, manufactura maquila y de almacenamiento (REMA) y los PLs N° 9718 y 9789, que prohíben que el Estado Peruano financie a empresas públicas quebradas como Petroperú y que estas puedan participar del proceso concursal preventivo.
En marzo de 2022, Carlos Anderson renunció a la bancada de Podemos Perú debido a su desacuerdo con la "cercanía demasiado estrecha" que percibía entre algunos miembros de la bancada y el Gobierno de Pedro Castillo. Expresó su oposición al uso de cargos públicos como moneda de cambio y manifestó su preferencia por mantenerse independiente, afirmando: "Prefiero estar solo que mal acompañado".

### Precandidato presidencial (2026)
En diciembre del 2024, el congresista Anderson anunció su precandidatura a la presidencia de la República para las elecciones generales de 2026, representando al partido Perú Moderno.
Su trayectoria incluye un enfoque técnico en temas económicos y un papel activo en la contención de proyectos populistas desde el Congreso, enfrentando iniciativas que considera perjudiciales para la estabilidad fiscal del país.